# Magneville
Magneville ist eine französische Gemeinde mit 311 Einwohnern (Stand: 1. Januar 2022)
im Département Manche in der Region Normandie. Sie gehört zum Arrondissement Cherbourg und zum Kanton Bricquebec-en-Cotentin. 
Sie liegt auf der Halbinsel Cotentin. Nachbargemeinden sind L’Étang-Bertrand im Nordwesten, Morville im Norden, Colomby im Nordosten, Golleville im Südosten, Néhou im Südwesten und Bricquebec-en-Cotentin im Westen.

## Bevölkerungsentwicklung
| Jahr      | 1962 | 1968 | 1975 | 1982 | 1990 | 1999 | 2008 | 2018 |
| --------- | ---- | ---- | ---- | ---- | ---- | ---- | ---- | ---- |
| Einwohner | 401  | 359  | 291  | 242  | 259  | 282  | 278  | 322  |

## Sehenswürdigkeiten

Kirche Notre-Dame

- Kirche Notre-Dame